# Amalocichla sclateriana
El petroica terrestre grande (Amalocichla sclateriana) es una especie de ave paseriforme de la familia Petroicidae endémica de Nueva Guinea.

## Subespecies
- Amalocichla sclateriana occidentalis
- Amalocichla sclateriana sclateriana